# Gula västarna

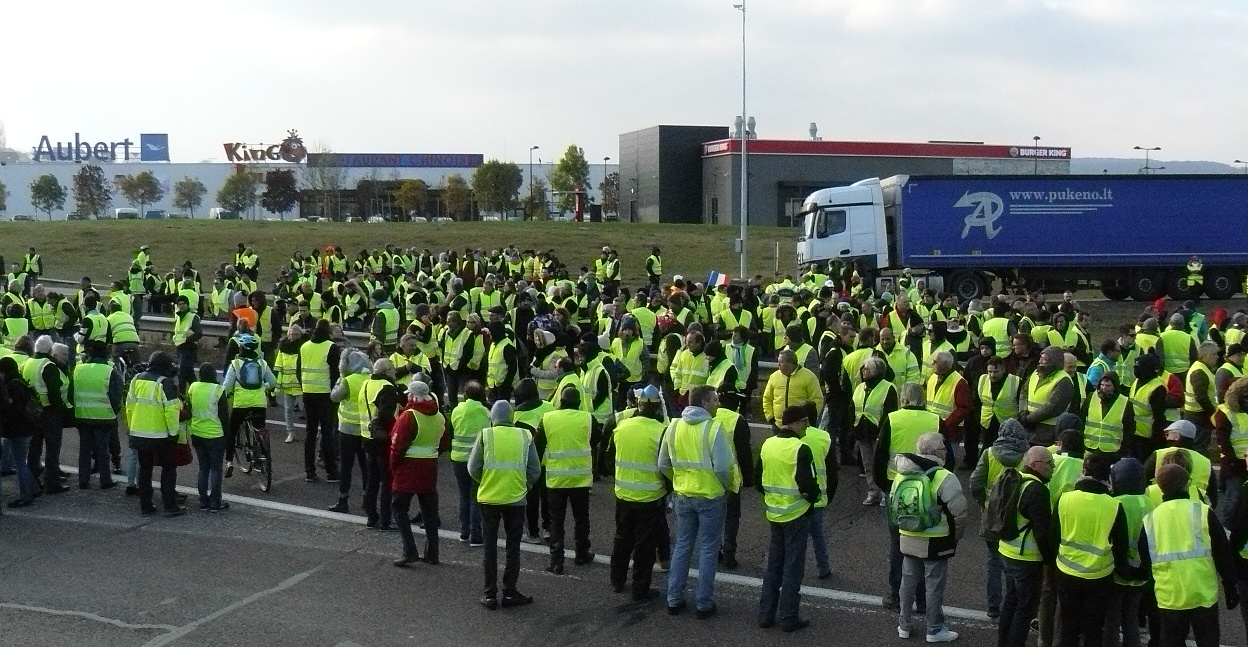
Gula västarna i Vesoul i november 2018.

Gula västarna (franska: Les gilets jaunes) är en proteströrelse som startade i Frankrike i november 2018 i anslutning till regeringens beslut om höjda bensinskatter. Ett gemensamt tema i protesterna är missnöje med de reformer regeringen infört efter valet 2017 och där presidenten Emmanuel Macron är symbolen för denna politik.
Namnet kommer av de reflexvästar som många av de protesterande bär, och som alla bilister måste ha i sin bil. Rörelsen var inte bunden till någon fackförening och organiserades på Facebook-sidor av demonstranterna själva, som samlades på vägar och rondeller iklädda gula reflexvästar. Regeringen hade tidigare reformerat förmögenhetsskatten, tagit bort skatten på lyxyachter och planerade att införa en koldioxidskatt på bränsle som gjorde att ännu fler fransmän från olika bakgrunder anslöt sig till rörelsen. Regeringen avskaffade koldioxidskatten på bränsle utan att lyckas lugna demonstranterna som började samlas i huvudstaden Paris varje lördag för att protestera.
Le Parisien rapporterade sommaren 2019 att försäkringsbolagen under det första halvåret hade betalat ut 217 miljoner euro som ersättning för skadegörelse och bränder i rörelsens spår.
Protesterna har främst pågått i Frankrike men även i andra länder har liknande protester genomförts. Covid-19-pandemin gjorde att protesterna minskade eller helt upphörde, i vissa fall upplöstes med tvångsmedel.

## Bakgrund till Gula västarna

### Allmän bakgrund
Den franska proteströrelsen organiserades i slutet av november 2018 till en början mot en aviserad höjning av skatten på drivmedel år 2019 från regeringen. Denna ansågs framför allt drabba låginkomsttagare och landsbygdsbor vilket gett protesterna stöd från såväl den politiska vänster och högern. Gula västar rörelsen spred sig snabbt till personer över såväl politiska, som sociala och generationella indelningar, som var upprörda över landets uppfattade ekonomiska orättvisa. Rörelsen kännetecknas av demonstranternas gula reflexvästar som även gett upphov till rörelsens namn. Som störst protesterade en kvarts miljon fransmän och undersökningar antydde på att rörelsen passivt stöddes av en majoritet av befolkningen.

### Allmänt missnöje
Den aviserade höjningen av drivmedelsskatten kan till stor del ses som den utlösande faktorn till Gula västarnas protester. I grunden kan protesterna däremot ses handla om ett mer allmänt socialt och ekonomiskt missnöje i Frankrike. Ett missnöje rörande grundläggande frågor såsom skatter, löner och bostäder.
Gula västar protesterna har främst riktats mot Macron regeringen och dess reformer. En av dessa reformer var omvandlandet av förmögenhetsskatten till en fastighetsskatt i början av 2018. Detta syftade till att få Frankrikes rikaste att återinvestera i landets ekonomi istället för att flytta sina tillgångar utomlands eller binda pengarna i fastigheter. Kritik har dock riktats mot reformen eftersom förmögenhetsskatten drog under 2017 in cirka 4 miljarder euro till statskassan, medan den nya fastighetsskatten under 2018 drog in 1,2 miljarder euro. Statskassan har således gått back med cirka 3 miljarder euro.

## Gula västarnas Krav

### Krav
Gula västar proteströrelsen var till en början en rörelse som främst motsatte sig Macron-regeringens aviserade skattehöjning på drivmedel. Med tiden har protesterna dock kommit att vidgats till att även gälla andra krav samt åtgärder som regeringen vidtagit sedan sin installation 2017. Kraven har handlat om sänkta skatter för arbetare och pensionärer, samt en höjning av pensioner och minimilöner. Därtill kräver rörelsen ökade satsningar på skolor och sjukhus, samt att landets energisektor återgår i statens ägo. Rörelsen har kommit att samla diverse slag av missnöjesyttringar, bland annat sådana krav som att avveckla parlamentet till förmån för ett system baserat på folkomröstningar.

### Franska regeringens respons
I början av december 2018 backade den franska regeringen från beslutet att höja skatten på bensin och diesel. Regeringen beslöt även att genomföra nationella överläggningar kring fyra teman: skatter, samhällsservice, den demokratiska debatten samt klimatomställning. I slutet av april 2019 gick president Macron ut med planer på bland annat en minskning av inkomstskatten värd 5 miljarder euro, som skulle finansieras av nedskärningar av statens utgifter och genom att stänga kryphål i skattelagstiftningen för företag. Macron framförde även planer på att avveckla École nationale d'administration (ENA) universitetet, som har utbildat politiska ledare och ledande företagare men ses av många som elitistisk.